# Radio Ambulante
Radio Ambulante es un sitio de pódcast que publica crónicas latinoamericanas en español. Lo presenta el escritor peruano Daniel Alarcón. Las primeras tres emisiones se lanzaron en 2012 y, desde 2016, Radio Ambulante es distribuido semanalmente por la National Public Radio.

## Formato
Radio Ambulante es un proyecto de crónicas en audio basado en San Francisco, que combina periodismo narrativo y de investigación. Entre otros, trata temas sobre derechos humanos, migración, crisis políticas y socioeconómicas, identidad de género y salud mental. Publica 24 episodios por temporada, cada uno de entre 25 y 55 minutos; en mayo de 2019, al cumplir 12 años, Radio Ambulante había producido casi 140 episodios.

## Historia
En el 2007 la BBC había invitado a Daniel Alarcón para hacer un documental de radio sobre la migración de los Andes peruanos a Lima. El producto final fue publicado en inglés, y muchas de las entrevistas que él había hecho en español no se usaron o fueron dobladas por actores. “Recuerdo que eso me frustró. No puedes contar una historia peruana con tan pocas voces en español y creo que eso fue el comienzo de la idea de cómo sería un espacio en radio”, dijo Alarcón años después en una entrevista con The New York Times.
La idea de Radio Ambulante surgió el 11 de enero de 2011 en San Francisco, California, según Carolina Guerrero (CEO) y Daniel Alarcón (productor ejecutivo). Meses después, la periodista Annie Correal se sumó como cofundadora. Luego invitaron a Martina Castro como cofundadora y diseñadora de sonido y, en enero de 2012, se incorporó Camila Segura.  
Con cinco personas en el equipo y una temporada piloto, lanzaron una campaña en Kickstarter para recoger los fondos de la primera temporada. Más de 600 personas apoyaron su idea y recaudaron 46.000 dólares.
Para el 2015, ya tenían un millón y medio de descargas anuales. En el 2016 se unieron a la National Public Radio (NPR), la radio pública de Estados Unidos, y desde entonces han aumentado a casi cinco millones de descargas anuales y un equipo de tiempo completo de más de 15 personas distribuidas en nueve países.
El 70 % de oyentes del pódcast residen en Estados Unidos, y el 30% restante en México, Colombia, Perú, España y otros sesenta países.[cita requerida]

## Temporadas y episodios
Radio Ambulante ha completado ocho temporadas y empezó a publicar su novena temporada en septiembre de 2019. Estos son los diez episodios más descargados:[cita requerida]
| Título                                       | Duración      | Descripción | País       | Producido por                             |
| -------------------------------------------- | ------------- | --- | ---------- | ----------------------------------------- |
| Doctor, ¿esto es normal? (Parte 1 y Parte 2) | 24:15 / 35:14 | En Medellín, Colombia, como en muchos lugares de América Latina, la belleza femenina es casi un deporte competitivo. Desde la adolescencia, Ximena estaba descontenta con su cuerpo. Así que a los 21 años decidió hacerse un procedimiento estético. Pero a veces la búsqueda de un estándar de belleza puede traer consecuencias que jóvenes como Ximena no habían previsto. | Colombia   | Charlotte de Beauvoir, Juan Camilo Chaves |
| La noche más larga (Parte 1 y Parte 2)       | 55:18 / 48:32 | El 6 de noviembre de 1985, la guerrilla M-19 tomó el Palacio de Justicia de Colombia. El ejército y la policía reaccionaron rápido, y durante 28 horas el edificio se convirtió en un campo de batalla. Hoy, 33 años después, las familias de dos hombres que estaban en el edificio siguen con dudas sobre lo que pasó ese día. | Colombia   | David Trujillo                            |
| Contra la gastronomía peruana                | 25:56         | En Perú se puede criticar cualquier cosa —menos la gastronomía nacional. | Perú       | Daniel Alarcón                            |
| En este pueblo no hay ladrones               | 43:47         | ¿Por qué el robo de un solo libro significó tanto para un país como Colombia? | Colombia   | Camila Segura                             |
| Noches de karaoke                            | 31:55         | Con el micrófono en una mano, una Coca Cola light en la otra, Luis Fernando se transforma. | Costa Rica | Luis Fernando Vargas                      |
| Las hijas de María Senhorinha                | 35:45         | En 2014, un periódico inglés publicó una noticia extraña: en el sureste de Brasil existía un pueblo habitado solamente por mujeres. Según la historia, las habitantes de esta comunidad, Noiva Do Cordeiro, eran jóvenes, hermosas y estaban desesperadas por encontrar marido. La noticia le dio la vuelta al mundo. Solo había un problema: no era completamente cierta. ¿Qué pasa cuando una noticia sobre un pueblo remoto se vuelve viral? ¿Y cuál era la historia real de este lugar? | Brasil     | Isabel Cárdenas                           |
| Cuando La Habana era friki                   | 22:58         | Escuchar metal en la mayoría de las ciudades latinoamericanas no era tan extraño, pero en La Habana, era diferente. | Cuba       | Luis Trelles                              |
| Los niños perdidos (Parte 1 y Parte 2)       | 35:19 / 29:38 | En noviembre de 1985, una erupción volcánica arrasó con el pueblo colombiano de Armero y lo enterró debajo de toneladas de rocas y lodo. Entre los sobrevivientes había varios niños pero, en el caos, fueron trasladados a otros lugares y nunca se volvió a saber de ellos. Tres décadas han pasado y todavía queda una pregunta: ¿Qué pasó con los niños desaparecidos? | Colombia   | David Trujillo                            |
| Fue el estado                                | 43:51         | Desde el 2000, más de 100 periodistas han sido asesinados en México. El 2017 estableció un récord, con 12 muertes. La periodista Anabel Hernández sabe de primera mano lo peligroso que es. Hoy vive con escoltas 24 horas, 7 días a la semana, por sus investigaciones sobre el narcotráfico y la corrupción estatal. ¿Por qué lo hace? ¿Y qué dice la historia de Anabel sobre la situación del periodismo en México?                                                                     | México     | Silvia Viñas                              |
| La concursante                               | 43:30         | Ruth Thalía Sayas Sánchez tenía apenas 19 años cuando participó en un concurso de la televisión peruana, “El valor de la verdad”, decidida a decirle al mundo quién era ella en realidad. Nunca se imaginó las consecuencias. | Perú       | Daniel Alarcón                            |

## Alianzas y colaboraciones
Radio Ambulante ha colaborado con otros medios, pódcast y periodistas para crear contenido, como Radiolab, Univisión Data, Soros Justice Fellowship, Centro de Investigación Periodística de Puerto Rico, Pulitzer Center for Crisis Reporting, Miami Herald, 14ymedio, Fund for Investigative Journalism, revista Arcadia, el pódcast de NPR All Things Considered, Semanario Universidad, Silvia Viñas, productora de un episodio que también escribió un artículo para el New York Times sobre esa historia y el escritor peruano Marco Avilés.

## Otros proyectos

#### Clubes de Escucha
Los Clubes de Escucha son una nueva iniciativa de Radio Ambulante, que se lanzó en febrero de 2019. El objetivo es que los oyentes puedan reunirse para conversar sobre los episodios de Radio Ambulante, las temáticas que engloban y su relación con la comunidad local de los propios clubes. El proyecto inició en cinco ciudades piloto: Nueva York, Ciudad de México, Medellín, San José y Quito. Luego se inauguraron también en Bogotá, Lima, Ciudad de Guatemala y Madrid.

#### Escuela Radio Ambulante
La Escuela de Radio Ambulante es un espacio para aprender a crear historias en audio. Cubre los principios básicos del podcasting, desde cómo encontrar una historia para audio, cómo proponerla, hasta lo básico de Hindenburg Pro, el programa que usa Radio Ambulante para editar sus episodios. La Escuela de Radio Ambulante colabora con Transom.org, una organización que ha compartido y traducido sus artículos para ayudar a formar a la comunidad de periodistas de habla hispana.

#### Club de Pódcast
El Club de Pódcast es un grupo cerrado en Facebook en donde cada semana se comparten y se discuten los episodios de Radio Ambulante. También se recomiendan otros pódcast en la región, buenas prácticas para contar historias en audio y otros contenidos relacionados con narrativa o la temática puntual del episodio. Cada semana se organizan videoconferencias con los productores del episodio, o bien, con alguno de los personajes principales de la historia de esa semana.

## Premios
- 2014: Premio Gabriel García Márquez de Periodismo, en categoría Innovación.[3]
- 2017: Premio Nacional de Periodismo Simón Bolívar (Colombia, Edición 42) - Categoría Periodismo de Investigación, Radio. Episodio: “Doctor, ¿esto es normal?”[41]
- 2017: Best Foreign Language Award, Third Coast Festival, Episodio: “Los cassettes del exilio".[42]
- 2020: Mejor podcast en español, iHeartRadio Podcast Awards.